# Rhabdoblatta pondokensis
Rhabdoblatta pondokensis är en kackerlacksart som beskrevs av Bruijning 1948. Rhabdoblatta pondokensis ingår i släktet Rhabdoblatta och familjen jättekackerlackor. Inga underarter finns listade i Catalogue of Life.